# Torneo de Granby 2022
El Championnats Banque Nationale de Granby 2022 fue un torneo profesional de tenis que se jugó en canchas duras. Fue la 10.ª edición del torneo, y formó parte de los torneos WTA 250 del 2022. Tuvo lugar en la ciudad de Granby, Canadá entre el 21 de agosto y el 27 de agosto de 2022.

## Cabezas de serie

### Individuales femenino
| Tenista             | Ranking | Preclasificada |
| Daria Kasatkina     | 10      | 1              |
| Alison Van Uytvanck | 42      | 2              |
| Jasmine Paolini     | 52      | 3              |
| Anna Bondár         | 55      | 4              |
| Nuria Párrizas      | 62      | 5              |
| Lucia Bronzetti     | 66      | 6              |
| Kaja Juvan          | 67      | 7              |
| Tereza Martincová   | 71      | 8              |
| Daria Saville       | 72      | 9              |

- Ranking del 15 de agosto de 2022.

### Dobles femenino
| Tenista                        | Ranking | Preclasificadas |
| Storm Sanders Ena Shibahara    | 29      | 1               |
| Alicja Rosolska Erin Routliffe | 69      | 2               |
| Monica Niculescu Raluca Olaru  | 99      | 3               |
| Anna Bondár Greet Minnen       | 105     | 4               |

## Campeonas

### Individual femenino
Daria Kasátkina venció a  Daria Gavrilova por 6-4, 6-4

### Dobles femenino
Alicia Barnett /  Olivia Nicholls vencieron a  Harriet Dart /  Rosalie van der Hoek por 5-7, 6-3, [10-1]